# エドワード (きかんしゃトーマス)
エドワード（英名：Edward the Blue Engine）はイギリスの幼児向け絵本『汽車のえほん』、またその映像化作品『きかんしゃトーマス』に登場するテンダー式蒸気機関車（テンダー機関車）である。

## 概要
『汽車のえほん』シリーズで最初に登場する機関車、キャラクターである。ソドー島のトップハム・ハット卿が管理するノース・ウェスタン鉄道所属の2号機であり、6輪炭水車の横にはその番号が書かれている。色は青。日本語版における一人称は「僕」、二人称は「君」。
作中では大型のテンダー機関車が多く登場する中、小さな機関車の一台として扱かわれている。年配という設定になっているが、基本的には良き先輩という印象が強い。
『汽車のえほん』においては初めて主役となったキャラクターだったが、エドワード自身が主役になる回はレギュラーメンバーにしては少ない方である。作中ではエドワードをからかう仲間達に罰が当たったり、彼の行動を受けて反省したりすることで、その仲間達が教訓を学ぶ展開、または仲間に助言を与える程度の登場が多い。
以上のことも相まって、テレビシリーズ（TV版）では他のキャラクターと比べ、彼に充分な活躍の機会を与えられないと制作陣に判断されることが多い。そのため、長編第1作『きかんしゃトーマス 魔法の線路』では当時のレギュラーメンバーの中で唯一登場せず、第22期以降は準レギュラーとなっている（後述）。

## 性格
ソドー島の機関車としては珍しく、非常に温和な性格を持ち、仲間がからかわれているのを見て怒る場面もある。牽引力は強くないが真面目な頑張り屋で、知識や経験が豊富なため他の機関車たちの良きお手本になっている。加えて親切な声掛けや傾聴も得意であるため、仲間からの信頼は厚く、相談相手となることも多い。

## 誕生の経緯
1942年、ウィルバート・オードリー牧師が麻疹で外に出られない息子のクリストファーを想い、彼と同じように機関庫から出られない蒸気機関車が登場する物語を読み聞かせた。クリストファーからその蒸気機関車の名前を聞かれたウィルバートは、思い付きで「エドワード」と名付け、本キャラクターが誕生した。

## 原作での設定
エドワードは1896年にファーネス鉄道のK2形蒸気機関車として製造され、同鉄道での運用を担当していた。ファーネス鉄道はソドー島に対して最も距離の近い場所に位置し、1915年に可動橋で繋がったノース・ウェスタン鉄道の建設に協力するため来島した。当時のエドワードは信頼性に欠ける機関車だったため、1921年にファーネス鉄道は彼をわずかな金額で売却。彼のそのまま留まったノース・ウェスタン鉄道は、入念なメンテナンスと大規模な改造を施し、エドワードを信頼のできる機関車へと変えた。

## 運用

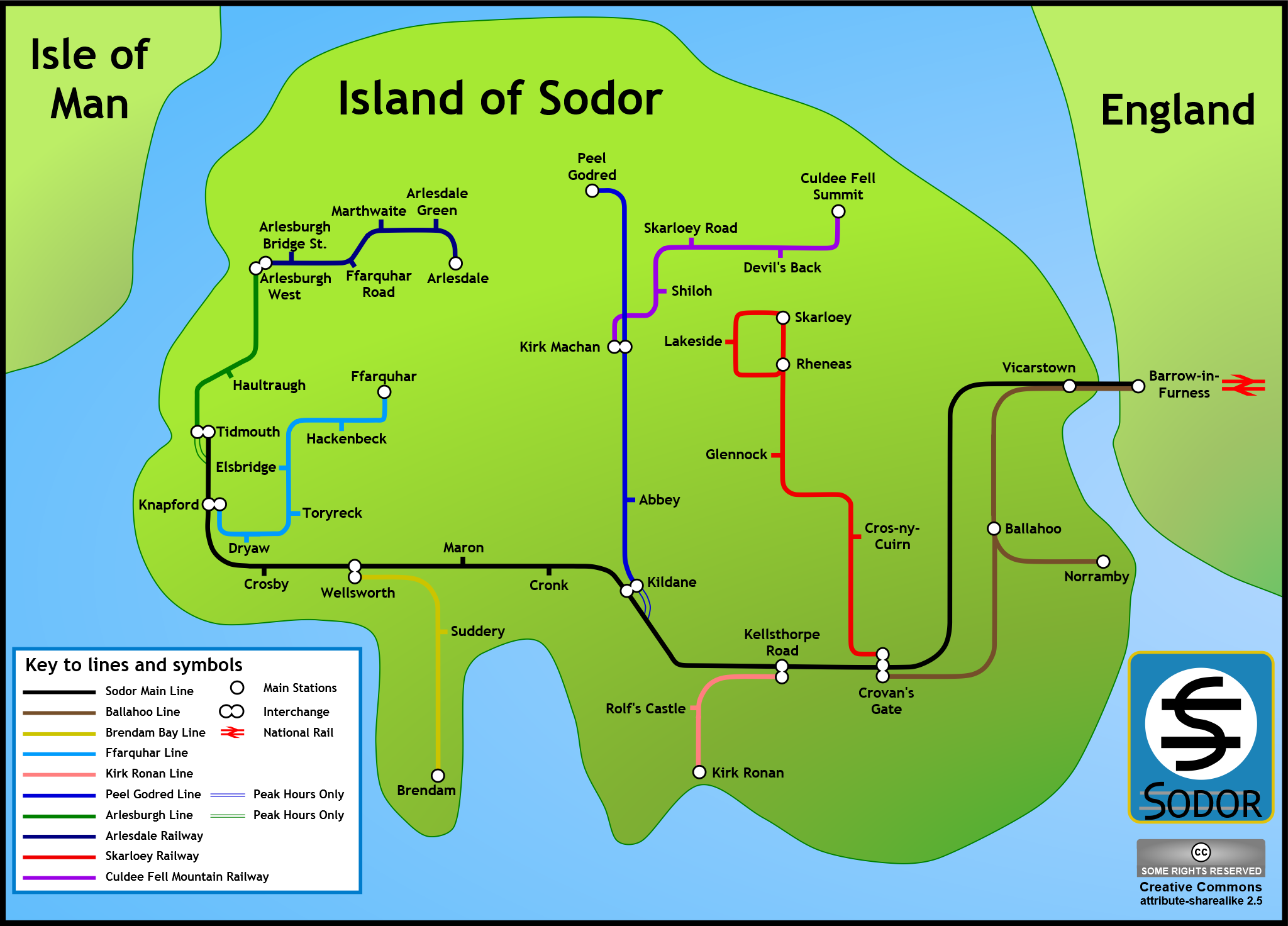
島の南西部に黄色で表されているブレンダム港線がエドワードの支線

基本的には彼の機関庫があるウェルスワースからブレンダムの港までを結ぶ「ブレンダム線」という支線で旅客・貨物兼用の運用が為されており、この支線は別名「エドワードの支線」とよばれている。時に本線を走行することもある。
運行作業の他には、支線の始発点であるウェルスワース駅構内での貨車や客車の整理を行っていたりするが、特記すべきは補助機関車（補機）としての活躍である。ウェルスワースのすぐ先には「ゴードンの丘」が位置しているため、他の機関車が傾斜を登りきれるように補機として活躍しており、得意とする仕事としている。
貨車の扱いはノース・ウェスタン鉄道在籍機関車の中で最も上手く、貨車のいたずらによって事故を起こしたことがない。その他にも長編成の貨物列車を牽引している姿も多く確認でき、多様な仕事をこなしている。

## モデル
エドワードのモデルは、ロンドン・ミッドランド・アンド・スコティッシュ鉄道 (LMS) に統合された鉄道のひとつであるファーネス鉄道を走っていた『K2形蒸気機関車』である。K2は通称「ラージャー・シーガル」という名を持っていた。K2はK1の後継機として製造され、動輪の大きさがK1よりも大きめに設計されている。1896年に6台（21〜22、34〜37号機）1900年にさらに2台（124〜125号機）が製造され計8台が製造された。ファーネス鉄道がロンドン・ミッドランド・アンド・スコティッシュ鉄道へ統合されたことに伴い、K2は8台すべてが引き渡された。しかしその後、牽引力不足の解消のため、大型機関車に変わられたためか、1929年から1931年までに全機廃車・解体されたため、現存していない。

## ビジュアル
エドワードのビジュアルに対し、作者オードリー牧師のスケッチや『汽車のえほん』第1巻を担当したウィリアム・ミドルトンによるものは実車K2の特徴とそれなりに共通しているが、レジナルド・ペインが担当した第2巻や、レジナルド・ダルビーの描きなおしによる再版分からは、実車とはかけ離れたデザインとなっている。具体的な違いとして、キャブに追加された側窓や、拡張された炭水車が挙げられる。エドワードのモデルや先述の来島後に改造されたという設定は、資料集「The Island of Sodor: Its People, History and Railways」が1987年に出版されるまでに固められた。
オードリー牧師は執筆の参考資料や趣味の一環として、エドワードのOOゲージ模型を制作した。これは軸配置と炭水車の形状が同じLMS 2P形4-4-0蒸気機関車の模型を青く塗装したものであった。模型は現在、牧師が運営に携わっていたタリスリン鉄道が所有しており、2023年からはイングランドのトーマスランド（ドレイトン・マナー・リゾート）にて出張展示されている。

## TV版での扱い
第1期から第21期まではレギュラーメンバーとしての扱いを受け、主役エピソードも多数制作されたが、自身の古さにコンプレックスを抱いたり、他者の意見に流されやすくなったりするなど、TV版独自の性格付けがされる場合もあった。
外観は『汽車のえほん』のものと比べ目立った変更点は見られないものの、設定上ヘンリーやゴードンと同等であった動輪径が縮小され、トーマスと同じものとなっている。
第1期から第6期までは事故を起こしたことがなかったが、第7期第20話「エドワードとブラスバンド」において初めてクレーン（ビッグ・ミッキー）の安全確認不備によるもらい事故（脱線事故）を起こした。
機関庫は他のレギュラーメンバー同様主にティドマス機関庫を使用していたものの、第21期「エドワードのやすむばしょ」では原作同様支線近くのウェルスワース機関庫で暮らすこととなった。このエピソードがレギュラーメンバーとしては最後の出演となった。
第22期よりレギュラーキャラクターのジェンダーバランスを調整するため、女性機関車ニアとレベッカの2台をレギュラーに導入し、エドワードおよび同じくレギュラーだったヘンリーを準レギュラーとすることとなった。

## TV版での主な主役回
| シーズン | 話数    | サブタイトル                   | 備考 |
| -------- | ------- | ------------------------------ | --- |
| 第1期    | 第2話   | エドワードのおてがら           | トーマス、ヘンリー、ジェームスから機関庫の中で1番小さな機関車と笑われ、その事をゴードンからも罵倒されたが、初めて補機として活躍し、後にも得意な仕事として行うようになる。 |
| 第2期    | 第30話  | いのちびろいしたトレバー       | 見事、トレバーをスクラップの運命から救う。 |
| 第2期    | 第31話  | おんぼろエドワード             | 暴走したジェームスと同等のスピードを出してジェームスを縄で、助けた。 |
| 第2期    | 第49話  | がんばりやのエドワード         | クランクピンを折りながらも無事にお客を駅に届ける。 |
| 第6期    | 第149話 | やくにたつきかんしゃエドワード | もうリタイアするべきだと言われるが、補機として活躍。 |
| 第7期    | 第176話 | エドワードとブラスバンド       | 初めて脱線事故を起こし、整備工場で修理されたがバスのバーティが動けなくなって、ブラスバンドを目的地まで運んだ。                                                            |
| 第21期   | 第510話 | エドワードのやすむばしょ       | 機関庫の移動、レギュラーキャラクターとしての最後の登場。 |

## 2Dアニメ版での扱い
2021年以降のフルリニューアル版では背景キャラクターとして登場し、台詞は一切持たない。また、軸配置が4-4-0から6-6-0となっていたり、年配という設定に基づき顔面の皺が強調されたりするなど、ビジュアルに目立った変更点が見られる。
2025年1月現在の日本展開分では、同じく台詞を持たないヘンリーと異なり、書籍等で紹介されることが一切無い。

## 声優
- 英国版 - キース・ウィッカム（長編第4作 - ）
- 米国版 - ウィリアム・ホープ（長編第4作 - ）
- 日本版 - 高戸靖広（第1 - 8期）→佐々木望（長編第2作 - ）[4]